# 上田丸子電鉄モハ5270形電車
上田丸子電鉄モハ5270形電車（うえだまるこでんてつモハ5270がたでんしゃ）は、上田交通の前身事業者である上田丸子電鉄に在籍した電車（制御電動車）である。
本項では同形の制御車であるクハ270形電車（クハ271 初代）についても記述する。

## 概要
老朽化が進行した木造車の車体更新を目的として、東京急行電鉄よりクハ3220形3222・3224の車体のみを譲り受け、種車となった木造車の主要機器と組み合わせて1959年（昭和34年）に導入したものである。

## 種車の詳細
種車となったモハ5260形5261・クハ260形261（ともに初代）は、伊那電気鉄道が1923年（大正12年）に新製したデ100形100・102を出自とし、同社の戦時買収によって国有鉄道籍へ編入されたのち、デ100は電装解除の上で制御車化され、ともに飯田線昇圧に伴って1951年（昭和26年）に富山港線（富山県）に転属。1953年（昭和28年）6月の車両形式称号規程改正に際してモハ1900形1901・クハ5910形5910と日本国有鉄道（国鉄）形式が付与された。1954年（昭和29年）3月に廃車となった後に国鉄より上田丸子電鉄へ払い下げられ、モハ1901はモハ5260形5261（初代）として同年4月17日付で、クハ5910はクハ260形261（初代）として、同年11月17日付で富山港線から転入した。
同2両は払い下げを受けた段階で車体の老朽化が相当進行していたことから、導入に際しては客用扉を側窓1つ分車体中心寄りへ移設し、その他各部の補強を実施した。なお、車体塗装は上半分をクリーム・下半分を濃紺色とした2色塗りで竣功した。この塗装は茶色1色塗りであった従来車にも普及し、その後長年にわたって在籍する旅客用車両の標準塗装として踏襲された。
一方、車体の供出元となった東急クハ3220形は、いわゆる川造形電車に属する目黒蒲田電鉄モハ200形・モハ300形を出自とし、1942年（昭和17年）の東京急行電鉄設立に際して前者はデハ3150形に、後者はデハ3200形にそれぞれ改称・改番された。その後、両形式のうち戦災で被災焼失した4両が復旧に際して電装解除の上でクハ3220形へ区分され、その後劣化した応急復旧車体を廃棄して新たに車体を新製しサハ3360形3361・3362へ更新された際、不要となり碑文谷工場・元住吉工場の詰所となっていたクハ3222・3224の車体を1958年に上田丸子電鉄が購入したものである。

## 仕様
車体載せ替え後のモハ5260形5261・クハ260形261（ともに初代）は、モハ5261（初代）が東急クハ3222の車体と組み合わされてモハ5270形5271（初代）と、クハ261（初代）が東急クハ3224の車体と組み合わされてクハ270形271（初代）とそれぞれ改称・改番された。また、モハ5271（初代）は導入に際して旧来の連結面へ運転台を増設し、両運転台構造に改造された。

## 運用
車体載せ替え以前と同様に丸子線へ導入され、同形式同士のモハ-クハの2両編成、あるいはモハ5271（初代）のみの単行で運用され、急行電車「電鉄ロマンスカー」にも充当された。
運用されていた丸子線は1969年（昭和44年）4月20日付で全線廃止となり、2両とも用途を失い休車状態となったのち、同年11月18日付で廃車となり民間に払い下げられた。